# Yvon Goujon
Pour les articles homonymes, voir Goujon.
Yvon Goujon est un footballeur français né le 21 janvier 1937  à Lorient (Morbihan).
Il est l'oncle du footballeur Yannick Stopyra.

## Biographie
Débutant au FC Lorient à l'âge de 7 ans, il est recruté et formé à Saint-Étienne en 1954 où il est champion de France en 1957. 
Yvon Goujon joue ensuite à Sochaux, à Limoges, à Rennes et Angoulême. 
Il est international français A à onze reprises de 1960 à 1963. Il marque six buts en faveur des tricolores.
Il inscrit ses deux premiers buts en équipe de France le 12 octobre 1960, contre la Suisse (défaite 6-2 à Bâle). Il marque ensuite en octobre 1962 un but contre l'Angleterre et un but contre l'Allemagne. Il inscrit ses deux derniers buts avec la France le 26 octobre 1963, contre la Bulgarie (victoire 3-1 à Paris).
Le bilan de sa carrière s'élève à 279 matchs en Division 1, pour 79 buts, 130 matchs en Division 2, pour 30 buts, et deux matchs en Coupe d'Europe des clubs champions.

## Palmarès
- International français A de 1960 à 1963 (11 sélections et 6 buts marqués)
- Champion de France en 1957 avec l'AS Saint-Étienne